# Firhouse
Firhouse (in inglese) o Teach Giúise (in irlandese) è una località della Repubblica d'Irlanda. Fa parte della contea di South Dublin, nella provincia di Leinster.